# Nipsey Hussle
Le texte peut changer fréquemment, n’est peut-être pas à jour et peut manquer de recul. 
Le titre et la description de l'acte concerné reposent sur la qualification juridique retenue lors de la rédaction de l'article et peuvent évoluer en même temps que celle-ci.
Nipsey Hussle, de son vrai nom Ermias Joseph Asghedom, né le 15 août 1985 à Los Angeles, en Californie, et mort assassiné le 31 mars 2019 dans la même ville, est un rappeur, auteur-compositeur-interprète, entrepreneur et acteur américain.

## Biographie

### Carrière musicale

#### Origine du nom d'artiste
Le mot « nipsey » vient de « nebsi » du tigrigna — Nipsey Hussle est d'ascendance érythréenne et afro-américaine — qui signifie « soi-même » et qui est utilisé dans certains quartiers américains comme un argot pour désigner un « gars de chez nous ». Le mot « hussle » vient de « hustle » de l'anglais qui renvoie notamment à la « débrouillardise » ; on dit souvent « hustler » d'un jeune des quartiers qui essaye de s'en sortir, de réussir ou de faire de l'argent par n'importe quel moyen. Son nom est également une référence au comédien Nipsey Russell.

### Mort

#### Faits
Le 31 mars 2019 vers 15 h 25 (UTC−07:00), une fusillade éclate devant son magasin de vêtements The Marathon Clothing, au 3420 West Slauson Avenue dans le sud de Los Angeles. La fusillade fait deux blessés et, à 15 h 55, Nipsey Hussle est déclaré mort à l’hôpital. Le tireur, identifié par la police comme Eric Holder âgé de 29 ans, s'enfuit de la scène du crime en voiture conduite par une inconnue. Quelques heures avant, le rappeur avait tweeté : « Avoir des ennemis puissants est une bénédiction ». Après l'annonce de sa mort, ses fans et de nombreuses personnalités expriment leurs condoléances sur les réseaux sociaux,,. Plusieurs centaines de fans se réunissent sur le lieu de son assassinat pour lui rendre hommage et une bousculade inexpliquée provoque plusieurs blessés. Le préfet de la LAPD, Steve Soboroff, déclare que Hussle et lui allaient se rencontrer le jour de son meurtre pour évoquer un plan de prévention des violences des gangs. Le meurtre a été filmé par les caméras de surveillance.

#### Enquête
Le 4 avril 2019, le principal suspect, Eric Holder, est arrêté à la mi-journée dans la banlieue sud-est de Los Angeles, à Bellflower, grâce à un informateur tandis que la conductrice, qui était repartie avec Holder après le crime s'est rendue d'elle-même à la police où elle a été entendue avant d'être finalement relâchée. Au départ, les enquêteurs pensaient à un règlement de comptes entre gangs puisque Nipsey Hussle faisait partie des Rollin’ 60s tout comme Holder, mais il semblerait qu'une dispute entre les deux soit à l'origine du meurtre. Selon un associé d'affaires de Hussle, Herman Douglas, Eric Holder, dont le nom d'artiste est Fly Mac, s'est présenté comme un rappeur et la discussion se serait alors mal passée. Il serait alors parti avant de revenir quelques instants pour tirer sur Hussle et ses amis. Eric Holder, qui plaide non coupable et qui est défendu par le célèbre avocat Christopher Darden, est inculpé pour meurtre, deux tentatives de meurtre et possession illégale d'arme à feu. Il risque la prison à vie. Placé à l'isolement dans une prison de Los Angeles, sa caution est fixée à 7 millions de dollars. Il a déjà été condamné en 2012 à 180 jours de prison pour détention d'arme.
Le meurtre engendre également de vastes hypothèses non prouvées. Nipsey Hussle préparait un documentaire sur le Dr. Sebi (de son vrai nom Alfredo Bowman (en)) qui s'était rendu célèbre dans les années 1980 en affirmant qu'il savait guérir le sida sans jamais fournir de véritable preuve. Il avait été poursuivi pour exercice illégal de la médecine avant d'être relâché. À propos de cette affaire, Nipsey Hussle a déclaré dans l'émission de radio The Breakfast Club en avril 2018 : « Je bosse sur le documentaire d'un procès. Le docteur Sebi s’est pris un procès parce qu’il a affirmé dans les journaux qu’il pouvait guérir le Sida. Et il s’en est sorti. Ensuite, il s’en est allé devant la cour fédérale, et il s’en est sorti. Et ça personne n’en parle. Je pense que cette histoire est importante (…) mais ce qui m’intéresse plus encore que de défendre ses produits ou sa méthode, c’est de mettre en lumière ce qui s’est passé au procès. » Certains pensent donc que l'industrie pharmaceutique a commandé l'assassinat du rappeur pour que le documentaire ne sorte jamais. Nick Cannon a indiqué qu'il pourrait terminer le documentaire,.

### Vie privée
À partir de 2013, Nipsey Hussle est en couple avec l'actrice Lauren London. Le 31 août 2016, leur fils Kross  Asghedom est né. Nipsey Hussle a également une fille qui s'appelle Emani Dior Asghedom née le 9 novembre 2008 d'une précédente relation avec Tanisha Foster. Hussle et London se sont brièvement séparés en 2017 avant de se remettre ensemble,. De son côté, London est l'ancienne petite amie du rappeur Lil Wayne avec lequel elle a eu un fils en 2009 qui s'appelle Kameron.
Il a un frère qui s'appelle Samiel (alias Blacc Sam) et une sœur, Samantha Smith.

## Postérité
À South Los Angeles, quartier d'origine d'Asghedom, l'intersection entre le boulevard Crenshaw et l'avenue West Slauson sera renommée en son nom.
Le rappeur miaméen Rick Ross s'est fait tatouer le portrait de Nipsey Hussle sur le mollet.
Meek Mill en featuring avec Rody Ricch lui dédie le titre Letter to Nipsey sorti en janvier 2020.

## Discographie

### Album collaboratif
- 2012 : Raw (avec Blanco)

### Compilations
- 2013 : Nip Hussle the Great Vol. 1
- 2013 : Nip Hussle the Great Vol. 2

### Mixtapes
- 2005 : Slauson Boy
- 2008 : Bullets Ain't Got No Name Vol. 1
- 2008 : Bullets Ain't Got No Name Vol. 2
- 2009 : Bullets Ain't Got No Name Vol. 3
- 2010 : The Marathon
- 2011 : The Marathon Continues
- 2012 : TMC: X-Tra Laps
- 2013 : Crenshaw
- 2014 : Mailbox Money
- 2016 : Slauson Boy 2
- 2016 : Famous Lies And Unpopular Truths
- 2017 : No Pressure (avec Bino Rideaux)

## Filmographie

### Films
- 2007 : I Tried : Little Ricky[23]
- 2010 : Caged Animal : Ricky[23]

### Série
- 2015 : Crazy Ex-Girlfriend : lui-même (dans le premier épisode de la série)[23]

## Distinctions
Nipsey Hussle est nommé aux Grammy Awards en 2019 dans la catégorie « Meilleur album de rap » pour Victory Lap.

## Citations populaires
- Citations célèbres de Nipsey Hussle: https://soinspiring.com/topics/nipsey-hussle-quotes/